# سليم البيك
سليم البيك هو كاتب فلسطيني، ناقد سينمائي، ومحرر ثقافي، وُلد في قرية ترشيحا في الجليل بفلسطين. يعيش حاليًا في باريس، حيث يواصل عمله الأدبي والنقدي. يُعرف بتقديمه سردًا أدبيًا يتناول قضايا الشتات الفلسطيني والهوية من خلال أسلوب سردي متأثر بالسينما الحديثة.

## مسيرته الأدبية والنقدية
صدر للبيك ستة كتب أدبية، منها ثلاث روايات:
- "تذكرتان إلى صفورية" (2017)[3]
- "سيناريو" (2019)[4][5]
- "عين الديك" (2022)[6][7]

تتميز رواياته بتناولها قضايا الشتات الفلسطيني والهوية، مع أسلوب سردي متأثر بالسينما الحديثة. على سبيل المثال، في روايته "عين الديك"، يتناول البيك موضوع الشتات الفلسطيني من خلال شخصية سمير وعلاقاته مع نساء فرنسيات، مما يعكس التحديات النفسية والوجودية التي يواجهها الفلسطينيون في الشتات.

## عمله النقدي والإعلامي
يكتب البيك المقالة الثقافية والنقد السينمائي بشكل أسبوعي في صحيفة "القدس العربي"، ويحرر مجلة "رمان" الثقافية. كما يعد ويقدم النشرة الثقافية في إذاعة "مونت كارلو الدولية". يعمل حاليًا على مشروع بحثي بعنوان "السيرة الذاتية في سياق الجمعية: بحث في السينما الفلسطينية"، الذي يدرس تطور السينما الفلسطينية من خلال تيارين: السيرة الجمعية والسيرة الذاتية.

## اهتماماته الثقافية
يُعتبر البيك من المهتمين بتوثيق السينما الفلسطينية وتحليلها، حيث يرى أن السينما الفلسطينية هي "سينما مكافحة ولها مشروعها الخاص" في مواجهة الرواية السينمائية الصهيونية.